# 两岔河乡 (江华县)
两岔河乡，是中华人民共和国湖南省永州市江华瑶族自治县下辖的一个乡镇级行政单位。

## 行政区划
两岔河乡下辖以下地区：
两岔河村、三卡村、庄稼村、水子村、高岐村、猴子脚村、灯草村、横江村、峻山村、蕉叶村、南竹村和苗竹村。